# Maxime Lestienne
Maxime Lestienne (Moeskroen, 17 juni 1992) is een Belgisch voetballer die doorgaans als vleugelaanvaller speelt. Sinds januari 2022 staat hij onder contract bij Lion City Sailors in Singapore.

## Carrière

### Excelsior Moeskroen
Lestienne is het enige kind van Fabian en Cinthia Lestienne. Hij werd op vijfjarige leeftijd opgenomen in de jeugdopleiding van Excelsior Moeskroen, waar hij begon met voetballen. In 2008 kwam hij in de selectie van het eerste team. Toen Lestienne na het faillissement van Moeskroen transfervrij werd, nam Club Brugge hem over, voor de neus van onder meer Anderlecht, Lille OSC, PSV en Manchester United.

### Club Brugge
Lestienne tekende op 6 januari 2010 een contract voor in eerste instantie 2,5 jaar bij Club Brugge. Hij koos voor deze club omdat hij geen etappes wilde overslaan en dicht bij huis wilde blijven, onder meer omdat hij zijn school nog moest afmaken. In het seizoen 2012/13 groeide Lestienne uit tot een vaste waarde bij Club Brugge. Datzelfde jaar debuteerde hij hiermee in de UEFA Champions League, nadat hij in de voorgaande drie jaar al met de club uitkwam in de UEFA Europa League. Lestienne speelde in 4,5 seizoen 123 competitiewedstrijden voor Club Brugge. Daarmee boekte hij in de seizoenen 2011/12 en 2013/14 de beste resultaten in zijn tijd daar, door in beide jaren als nummer twee van België te eindigen. Zijn persoonlijk topjaar bij Club Brugge was het seizoen 2012/13. Daarin speelde hij 38 competitiewedstrijden en maakte hij zeventien doelpunten.

### Al-Arabi SC
Club Brugge verkocht Lestienne in september 2014 aan Al-Arabi voor €7.300.000,-. Hij tekende er een contract tot medio 2019.

#### Verhuur aan Genoa CFC
De Qatarese club verhuurde hem vervolgens direct voor een jaar aan Genoa. Lestienne kreeg in Genoa het nummer 16, hetzelfde rugnummer dat de flankspeler bij Club Brugge had. Genoa kon de speler gratis huren en moest slechts een deel van zijn salaris betalen. Ook topclub AC Milan was geïnteresseerd in Lestienne, maar hij weigerde de aanbieding echter.
Op 21 september 2014 maakte hij zijn debuut tegen Lazio Roma. Genoa was met 1-0 te sterk voor de Romeinen. Lestienne viel na een klein uur in voor Juraj Kucka. Op 18 januari 2015 was Lestienne goed voor twee assists. Z'n club bleef wel steken op een 3-3 gelijkspel tegen Sassuolo. Op 23 mei 2015, de voorlaatste speeldag van de Serie A scoorde Lestienne voor het eerst in Italiaanse loondienst. Genoa won deze wedstrijd tegen Inter met 3-2.
Het Italiaanse avontuur van Maxime Lestienne is na één seizoen afgelopen. De flankaanvaller kan niet overtuigen bij Genoa en de club heeft dan ook besloten om de stevige aankoopoptie van €20.000.000,- bij zijn huur niet te lichten. Ook Lestienne had weinig zin om nog langer bij Genoa te blijven. Hij kreeg maar weinig speeltijd in Italië en wou het volgende seizoen niet opnieuw een jaartje op de bank blijven zitten. Met Genoa eindigde hij dat jaar als zesde in de Serie A. De Belg kwam dit seizoen 23 keer in actie en scoorde één keer en gaf twee assists.

#### Verhuur aan PSV

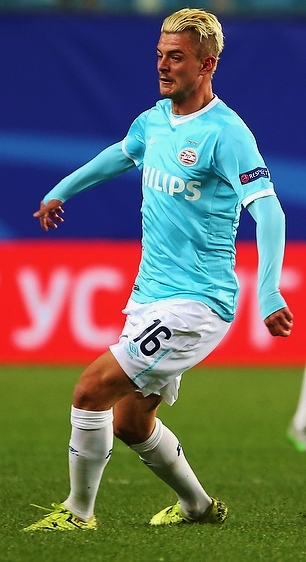
Lestienne in de Champions League met PSV, oktober 2015.

Al-Arabi verhuurde Lestienne in juli 2015 vervolgens voor een jaar aan PSV, dat in het voorgaande seizoen kampioen van Nederland werd. De club bedong tevens een optie tot aankoop. Lestienne werd hiermee de twintigste Belg ooit in het eerste team van PSV. PSV heeft met Lestienne opvolger van Depay binnen. De aanwinst mocht zich in 2010 ook al bijna PSV-speler noemen. De Nederlandse landskampioen wilde de aanvaller graag overnemen van het noodlijdende Excelsior Moeskroen, maar Lestienne koos voor Club Brugge.
Hij maakte op dinsdag 11 augustus 2015 zijn officiële debuut voor de club. Die dag begon hij in de basis uit tegen ADO Den Haag, tijdens de eerste competitiewedstrijd van het seizoen 2015/16. Lestienne maakte op 30 augustus 2015 zijn eerste doelpunt voor PSV. In een competitiewedstrijd thuis tegen Feyenoord schoot hij in de 37ste minuut de 1-1 binnen. PSV won de wedstrijd vervolgens met 3-1. Lestienne maakte op 15 september 2015 zijn debuut in het hoofdtoernooi van UEFA Champions League. Die dag won hij met PSV thuis met 2-1 van Manchester United. Hierbij trapte hij de corner waaruit Héctor Moreno de 1-1 inkopte en gaf hij ook de voorzet waaruit Luciano Narsingh 2-1 maakte, eveneens met het hoofd. Vijftien dagen later maakte Lestienne voor het eerst een doelpunt in de Champions League. Uit bij CSKA Moskou tikte hij bij een 3-0-achterstand de 3-1 binnen. Even later schoot hij ook de 3-2 op het bord, wat tevens de eindstand was.
Lestienne ontbrak op 4 oktober 2015 in de selectie van PSV voor een competitiewedstrijd uit tegen Ajax. Zijn moeder was plotseling overleden. PSV gaf hem verlof om het verlies te verwerken en bij zijn familie en ernstig zieke vader te zijn. Nog tijdens deze periode stierf in november ook zijn vader. Lestienne keerde op zaterdag 19 december 2015 terug op het veld voor PSV. Hij viel die dag in de 73ste minuut in voor Jorrit Hendrix tijdens een competitiewedstrijd thuis tegen PEC Zwolle. Twee minuten later gaf hij een voorzet waaruit Luuk de Jong PSV op een 3-2-voorsprong kopte, tevens de eindstand. Door verschillende fysieke ongemakken duurde het vervolgens weer tot 24 februari 2016 voor Lestienne opnieuw minuten maakte in het eerste elftal van PSV. Die dag kwam hij in de 86ste minuut in het veld voor Jürgen Locadia tijdens de eerste van twee wedstrijden in de achtste finales van de Champions League, thuis tegen Atlético Madrid (eindstand 0-0). Lestienne werd op 8 mei 2016 landskampioen met PSV. De club begon aan de laatste speelronde van het seizoen met evenveel punten als Ajax, maar met een doelsaldo dat zes doelpunten minder was. PSV won die dag vervolgens met 1-3 uit bij PEC Zwolle, terwijl Ajax uit bij De Graafschap met 1-1 gelijkspeelde.

### Roebin Kazan
PSV lichtte de optie tot koop op Lestienne niet, waarna hij terugkeerde bij Al-Arabi. Hij tekende in juli 2016 vervolgens een contract tot medio 2020 bij Roebin Kazan, de nummer tien van de Premjer-Liga in het voorgaande seizoen. Dat nam hem daarmee definitief over van de club uit Qatar.

## Clubstatistieken

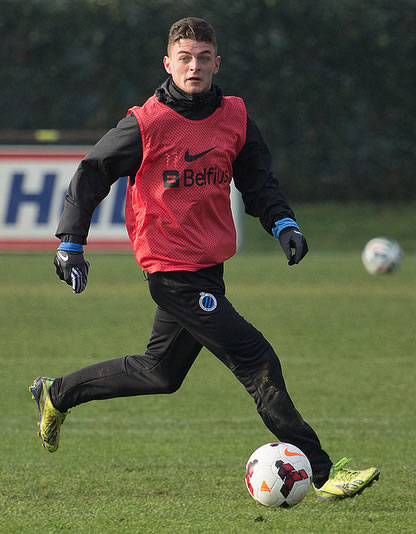
Lestienne tijdens een training van Club Brugge in maart 2014.

| Seizoen     | Club                | Competitie     | Competitie | Competitie | Competitie | Beker | Beker | Beker | Internationaal | Internationaal | Internationaal | Totaal | Totaal | Totaal |
| Seizoen     | Club                | Competitie     | Wed.       | Dlp.       | Ass.       | Wed.  | Dlp.  | Ass.  | Wed.           | Dlp.           | Ass.           | Wed.   | Dlp.   | Ass.   |
| ----------- | ------------------- | -------------- | ---------- | ---------- | ---------- | ----- | ----- | ----- | -------------- | -------------- | -------------- | ------ | ------ | ------ |
| 2008/09     | Excelsior Moeskroen | Eerste klasse  | 2          | 0          | 0          | 0     | 0     | 0     | —              | —              | —              | 2      | 0      | 0      |
| 2009/10     | Excelsior Moeskroen | Eerste klasse  | 18         | 3          | 4          | 0     | 0     | 0     | —              | —              | —              | 18     | 3      | 4      |
| Club Totaal | Club Totaal         | Club Totaal    | 20         | 3          | 4          | 0     | 0     | 0     | 0              | 0              | 0              | 20     | 3      | 4      |
| 2009/10     | Club Brugge         | Eerste klasse  | 12         | 1          | 0          | 2     | 0     | 0     | 2              | 0              | 0              | 16     | 1      | 0      |
| 2010/11     | Club Brugge         | Eerste klasse  | 15         | 2          | 0          | 2     | 0     | 0     | 3              | 0              | 0              | 20     | 2      | 0      |
| 2011/12     | Club Brugge         | Eerste klasse  | 19         | 6          | 2          | 1     | 0     | 0     | 5              | 1              | 0              | 25     | 7      | 2      |
| 2012/13     | Club Brugge         | Eerste klasse  | 38         | 17         | 13         | 2     | 0     | 0     | 7              | 1              | 0              | 47     | 18     | 13     |
| 2013/14     | Club Brugge         | Eerste klasse  | 39         | 11         | 16         | 2     | 0     | 1     | 1              | 0              | 1              | 42     | 11     | 18     |
| 2014/15     | Club Brugge         | Eerste klasse  | 4          | 0          | 0          | 0     | 0     | 0     | 3              | 0              | 2              | 7      | 0      | 2      |
| Club Totaal | Club Totaal         | Club Totaal    | 127        | 37         | 31         | 9     | 0     | 1     | 21             | 2              | 3              | 157    | 39     | 35     |
| 2014/15     | Al-Arabi            | Stars League   | 0          | 0          | 0          | 0     | 0     | 0     | —              | —              | —              | 0      | 0      | 0      |
| Club Totaal | Club Totaal         | Club Totaal    | 0          | 0          | 0          | 0     | 0     | 0     | 0              | 0              | 0              | 0      | 0      | 0      |
| 2014/15     | → Genoa CFC         | Serie A        | 23         | 1          | 2          | 1     | 0     | 0     | —              | —              | —              | 24     | 1      | 2      |
| Club Totaal | Club Totaal         | Club Totaal    | 23         | 1          | 2          | 1     | 0     | 0     | 0              | 0              | 0              | 24     | 1      | 2      |
| 2015/16     | → PSV Eindhoven     | Eredivisie     | 14         | 1          | 7          | 1     | 0     | 1     | 4              | 2              | 2              | 19     | 3      | 10     |
| Club Totaal | Club Totaal         | Club Totaal    | 14         | 1          | 7          | 1     | 0     | 1     | 4              | 2              | 2              | 19     | 3      | 10     |
| 2016/17     | Roebin Kazan        | Premjer-Liga   | 13         | 3          | 1          | 3     | 0     | 1     | —              | —              | —              | 16     | 3      | 2      |
| 2017/18     | Roebin Kazan        | Premjer-Liga   | 10         | 2          | 1          | 2     | 1     | 0     | —              | —              | —              | 12     | 3      | 1      |
| Club Totaal | Club Totaal         | Club Totaal    | 23         | 5          | 2          | 5     | 1     | 1     | 0              | 0              | 0              | 28     | 6      | 3      |
| 2017/18     | Málaga CF           | La Liga        | 12         | 0          | 1          | 0     | 0     | 0     | —              | —              | —              | 12     | 0      | 1      |
| Club Totaal | Club Totaal         | Club Totaal    | 12         | 0          | 1          | 0     | 0     | 0     | 0              | 0              | 0              | 12     | 0      | 1      |
| 2018/19     | Standard Luik       | Eerste klasse  | 27         | 5          | 3          | 1     | 0     | 0     | 5              | 0              | 0              | 33     | 5      | 3      |
| 2019/20     | Standard Luik       | Eerste klasse  | 27         | 7          | 5          | 2     | 1     | 0     | 5              | 2              | 0              | 34     | 10     | 5      |
| 2020/21     | Standard Luik       | Eerste klasse  | 33         | 5          | 5          | 3     | 0     | 0     | 4              | 2              | 0              | 40     | 7      | 5      |
| 2021/22     | Standard Luik       | Eerste klasse  | 8          | 0          | 0          | 0     | 0     | 0     | —              | —              | —              | 8      | 0      | 0      |
| Club Totaal | Club Totaal         | Club Totaal    | 95         | 17         | 13         | 6     | 1     | 0     | 14             | 4              | 0              | 115    | 22     | 13     |
| 2021/22     | Lion City Sailors   | Premier League | 25         | 12         | 25         | 3     | 3     | 1     | 6              | 1              | 2              | 34     | 16     | 28     |
| 2022/23     | Lion City Sailors   | Premier League | 24         | 25         | 22         | 5     | 0     | 7     | —              | —              | —              | 29     | 25     | 29     |
| 2023/24     | Lion City Sailors   | Premier League | 0          | 0          | 0          | 1     | 1     | 1     | 6              | 1              | 0              | 7      | 2      | 1      |
| 2024/25     | Lion City Sailors   | Premier League | 27         | 14         | 22         | 3     | 1     | 2     | 18             | 6              | 7              | 48     | 21     | 31     |
| Club Totaal | Club Totaal         | Club Totaal    | 76         | 51         | 69         | 12    | 5     | 11    | 30             | 8              | 9              | 118    | 64     | 89     |
| Totaal      | Totaal              | Totaal         | 390        | 115        | 129        | 34    | 7     | 14    | 69             | 16             | 14             | 493    | 138    | 157    |

## Erelijst
| Kampioen Eredivisie  | 1x | 2015/16 |
| Johan Cruijff Schaal | 1x | 2015    |